# Sant Pol de Mar
Sant Pol de Mar è un comune spagnolo situato nella comunità autonoma della Catalogna.
Ogni anno, durante il fine settimana a cavallo di ferragosto, gli abitanti del paese organizzano la Fira Alternativa, una festa paesana caratteristica e molto vissuta dall'intera comunità.
È famosa per la sua spiaggia nudista.

## Amministrazione

### Gemellaggi
- Andorra la Vella